# Leptotila
Genre
Leptotila est un genre d'oiseaux de la famille des Columbidae.

## Liste d'espèces
Selon la classification de référence du Congrès ornithologique international (version 2.8, 2011) :
- Leptotila verreauxi – Colombe de Verreaux
- Leptotila megalura – Colombe à face blanche
- Leptotila rufaxilla – Colombe à front gris
- Leptotila plumbeiceps – Colombe à calotte grise
- Leptotila pallida – Colombe pâle
- Leptotila battyi – Colombe du Panama
- Leptotila wellsi – Colombe de Grenade
- Leptotila jamaicensis – Colombe de Jamaïque
- Leptotila cassinii – Colombe de Cassin
- Leptotila ochraceiventris – Colombe de Chapman
- Leptotila conoveri – Colombe de Conover.